# Wollmar Boström
Wollmar Filip Boström (Överselö, 15 de junho de 1878 — Estocolmo, 7 de novembro de 1956) foi um diplomata e tenista sueco. Medalhista olímpico de bronze, em Londres 1908, em duplas indoor com Gunnar Setterwall.
Foi embaixador sueco na Espanha e em Portugal, de 1922 a 1925. De 1925 até 1945 ele foi o embaixador sueco em Washington. Ele foi filho do governador de Sudermânia Filip Boström, e sobrinho do Primeiro-ministro Erik Gustaf Boström.